# گرسنگی (فیزیولوژی)
گرسنگی (انگلیسی: Hunger) یک نوع حس است که فرد را به مصرف غذا و خوراک سوق می‌دهد. احساس گرسنگی معمولاً وقتی به‌وجود می‌آید که برای چند ساعتی چیزی خورده نشده باشد و اغلب نوعی حس ناخوشایند محسوب می‌شود. احساس سیری تقریباً بین ۵ تا ۲۰ دقیقه بعد غذا خوردن ایجاد می‌شود اما کاملاً مشخص نیست که پس از آن، به چه طریقی دوباره حس گرسنگی در فرد ایجاد می‌شود و برای این مسئله چندین فرضیه وجود دارد. احساساتی مثل میل به خوردن یا اشتها در هنگام خوردن تجربه می‌شوند و با گرسنگی فرق دارند.
در مباحث سیاسی و علوم اجتماعی، اصطلاح گرسنگی معمولاً شرایط افرادی از جامعه را توصیف می‌کند که از کمبود تغذیه و خوراکی کافی رنج می‌برند و به‌طور مکرری حالت گرسنگی به آن‌ها دست می‌دهد که ممکن است دچار سوءتغذیه شوند.
حالت سیری به‌معنای سرشار بودن است و از لحاظ مفهومی در مقابل گرسنگی قرار می‌گیرد.